# Russ Snowberger
Russell Snowberger, né le 8 octobre 1901 à Denton (Maryland) et
décédé le 28 septembre 1968 à Mount Clemens (Michigan) à presque 67 ans, était un pilote automobile américain sur circuits.

## Biographie
Il commence sa carrière en sport automobile en 1921, à 20 ans au fairgrounds d'Harrington (Delaware), puis il gagne les 100 miles de Langhorne en Pennsylvanie au milieu des années 1920.
De 1927 à 1950, il dispute 53 courses du Championnat américain de course automobile (AAA), terminant troisième de l'édition 1934 avec une Russel 8 (après avoir obtenu notamment trois places de dauphin lors des courses du championnat 1930 où il finit quatrième du classement avec la Russel 8, tout comme en 1931 et 1932).
Entre 1928 et 1947, il participe à quinze reprises aux 500 miles d'Indianapolis. Dès sa première apparition, il mène la course durant 11 tours comme pilote d'appoint de Jimmy Gleason (en). Il termine cinq fois consécutivement dans les cinq premiers de 1930 à 1934. En 1931 il est poleman sur Studebaker (à 181,528 km/h dans son meilleur tour de qualification).
En 1932, il gagne encore des courses de dirt track lors des demi-miles de Saginaw et de Davidson, dans le Michigan. En 1936 et 1937 il dispute la Coupe Vanderbilt, puis entre 1938 et 1955 il assure la préparation des voitures de Louis Meyer pour le Pikes Peak Hill Climb (six victoires de catégories), où il obtient avec Louis Unser (en) une victoire absolue en 1939 sur modèle Special.
En 1935, il déménage à Détroit où il travaillera pour Rolls-Royce durant le second conflit mondial comme inspecteur des moteurs d'avion de la firme.
En 1949, il effectue sa dernière course, au Pikes Peak Hill Climb, puis il engage un châssis entre les mains de Bill Schindler (en) (26e) et de George Lynch (en) grâce à Auto Shippers pour l'Indy 500 de 1950, et enfin il devient chef mécanicien du Federal Engineering team de Detroit jusqu'en 1960 (deuxième victoire avec Louis Unser au Pikes Peak Hill Climb, en 1953).

## Distinctions
- Michigan Motor Sports Hall of Fame en 1985;
- Delaware Sports Museum and Hall of Fame en 1988.